# Willem Klein
Willem Klein, auch Wim Klein, (* 4. Dezember 1912 in Amsterdam; † 1. August 1986 ebenda) war ein niederländischer Rechenkünstler, der unter dem Namen Willie Wortel, Moos Optel oder Pascal (nach dem Erfinder der Rechenmaschine Blaise Pascal) auftrat. Er war der Sohn des Allgemeinmediziners Henri Klein und seiner Frau Emma Cohen († 1929). Henri Klein hatte eine Praxis im Amsterdamer Oosterparkbuurt.

## Leben
Willem Klein fiel schon als Kind durch sein Rechentalent auf. Bereits in der Schule faszinierten ihn Zahlen. Während andere in den Pausen Fußball spielten, faktorisierte er die Zahlen bis 10.000. Bereits auf dem Vossius-Gymnasium, das er um 1928–1931 besuchte, bekam er von den Lehrern Logarithmentafeln, die er dann auswendig lernte.
Er wurde als Kind vom Neurologen Berthold Stokvis zusammen mit seinem Zwillingsbruder Leo, der auch ein guter Kopfrechner war, studiert. Dabei ergab sich, dass Wim ein auditorischer (akustisch-rhythmisch-motorischer) Kopfrechner war, während sein Bruder Leo ein visueller Typ war. Nach dem Abitur 1932 trat Win Klein in Varietés und beim Zirkus auf, studierte aber auch auf Wunsch seines Vaters Medizin in Amsterdam, da sein Vater einen Nachfolger für seine Arztpraxis wollte. Im Jahr 1935 machte er das Kandidatenexamen und 1938 den ersten Teil der Doktorprüfung. Nachdem sein Vater 1937 gestorben war, brach er das Medizinstudium Ende Juli 1938 ab.
Im Zweiten Weltkrieg arbeitete er zunächst in einem jüdischen Krankenhaus (andere Krankenhäuser waren für Juden verboten) und schrieb sich wieder an der Universität Amsterdam ein, wo er 1941 den zweiten Teil der Doktorprüfung machte. Ab 1942 musste er sich aber als Jude verstecken – sein Bruder Leo wurde bei einer Razzia gefasst und starb in einem Lager (je nach Quelle entweder Sobibor oder KZ Bergen-Belsen). Nach dem Krieg setzte er das Medizinstudium kurz fort, dann begann er in Varietés und Zirkussen aufzutreten (besonders in den Niederlanden, Belgien und Frankreich) und auch als Straßenkünstler seinen Lebensunterhalt zu verdienen (z. B. in Paris an den Metro-Stationen).
Ab 1952 arbeitete er für das Mathematisch Centrum in Amsterdam. 1954 gab er eine Vorstellung beim Internationalen Mathematikerkongress in Amsterdam. Er gab Lektionen in Schulen und wurde von einem französischen Professor der UNESCO zu einer Vorlesung an der Sorbonne eingeladen. Danach tourte er durch französische und Schweizer Schulen und war Teil der „Miracles of the Music Hall“ Show. 1957 entschied sich Klein dazu sich niederzulassen. Er kehrte nach Amsterdam und zum Mathematisch Centrum zurück. Während einer zweiwöchigen Sommertour durch Schulen in der Schweiz 1958 nahm er Kontakt zum CERN in Genf auf. Er dachte, dass ein Teil der Arbeit im Mathematisch Centrum für das CERN ausgeführt wurde. Er bekam das Angebot für das CERN zu arbeiten und arrangierte eine dreimonatige Auszeit vom Mathematisch Centrum. Nach vier Wochen fragte das CERN, ob er nicht permanent bleiben wolle. Er blieb insgesamt 18 Jahre dort. Zu Beginn hatte er reichlich zu tun, da die Computer noch nicht sehr weit entwickelt waren und die Physiker noch nicht selbst programmierten. Etwa ab 1965 aber waren immer mehr junge Physiker am CERN, die selbst programmierten und seine Dienste nicht in dem Maße benötigten. 1976 ging er beim CERN in den Ruhestand. Dort wurden zwar schon seit langem Computer eingesetzt, Klein beriet aber bei der Umsetzung numerischer Rechnungen in Computern. Nach eigenen Worten wurde ihm das aber in den 1970er Jahren zunehmend zu langweilig.
Nach seiner Pensionierung am CERN wandte er sich wieder öffentlichen Auftritten zu und begann sich mit dem Ziehen von Wurzeln aus großen Zahlen zu befassen. Er zog zum Beispiel die 19. Wurzel aus einer Zahl mit 113 Ziffern in 1 Minute 43 Sekunden und 1976 die 73. Wurzel aus einer 500-stelligen Zahl in 2 Minuten 9 Sekunden. Er war mit diesen Leistungen mehrmals im Guinness-Buch der Rekorde und gilt als einer der schnellsten Kopfrechner aller Zeiten.
Klein wurde am 1. August 1986 tot in seiner Wohnung in Amsterdam gefunden und wahrscheinlich am Vortag von einem Raubmörder erstochen. Der Fall wurde nie geklärt.

## Rechenleistungen
Wim Klein kannte die Multiplikationstabelle bis 110 × 100 auswendig (durch jahrelange Erfahrung im Rechnen), die Quadrate der ganzen Zahlen bis 1000, die Kubikzahlen der Zahlen bis 100 und etwa alle Primzahlen bis 10.000. Er kannte weiterhin die dekadischen Logarithmen der ganzen Zahlen von 1 bis 150 auf fünf Stellen genau, die ersten 32 Potenzen der Zahl 2, die ersten 20 Potenzen der Zahl 3 und einige Logarithmen der Basis e. Daneben hatte er die Geburts- und Sterbedaten von etwa 150 Komponisten auswendig gelernt. Dadurch hatte er das Handwerkszeug, um z. B. auch größere Multiplikationen im Kopf auszuführen, indem vierstellige Zahlen in Blöcken von zweistelligen Multiplikationen ausgeführt werden konnten.
- 8. Oktober 1974: 23. Wurzel einer 200-stelligen Zahl in 18 Minuten, 7 Sekunden
- 5. März 1975: 23. Wurzel einer 200-stelligen Zahl in 10 Minuten, 32 Sekunden (in Lyon)
- 1976: 19. Wurzel einer 133-stelligen Zahl in 1 Minute, 43 Sekunden
- 1976 oder später: 7. Wurzel einer 63-stelligen Zahl in 8 Minuten, 27 Sekunden
- 1976 oder später: 73. Wurzel einer 500-stelligen Zahl in 2 Minuten, 9 Sekunden
- September 1979: 13. Wurzel einer 100-stelligen Zahl in 3 Minuten, 25 Sekunden (in Providence, Rhode Island)
- November 1979: 13. Wurzel einer 100-stelligen Zahl in 3 Minuten, 6 Sekunden (in Paris)
- März 1980: 13. Wurzel einer 100-stelligen Zahl in 2 Minuten, 45 Sekunden (in Leiden)
- 6. Mai 1980: 13. Wurzel einer 100-stelligen Zahl in 2 Minuten, 9 Sekunden (London, beim BBC)
- 10. November 1980: 13. Wurzel einer 100-stelligen Zahl in 2 Minuten, 8 Sekunden (Berlin)
- 13. November 1980: 13. Wurzel einer 100-stelligen Zahl in 1 Minute, 56 Sekunden
- 7. April 1981: 13. Wurzel einer 100-stelligen Zahl in 1 Minute, 28,8 Sekunden (am National Laboratory for High Energy Physics, Tsukuba, Japan)